# Ye Yifei
Ye Yifei (en chino simplificado: 叶一飞; Shaanxi, China; 16 de junio de 2000) es un piloto de automovilismo chino. Fue miembro de la Academia de Renault Sport en 2017, tras resultar campeón del Campeonato Francés de F4 como debutante. Fue campeón de la Eurofórmula Open en 2020, y de la Asian Le Mans Series y European Le Mans Series en la clase LMP2 en 2021. 
Compite desde 2024 con el equipo AF Corse en la clase Hypercar del Campeonato Mundial de Resistencia de la FIA. Al año siguiente se convirtió en el primer chino en ganar las 24 Horas de Le Mans.

## Carrera deportiva

### Inicios
Comenzó su carrera de automovilismo en karting en 2010 a la edad de diez años. En 2011 y 2012 ganó el título en el campeonato nacional. Entre 2013 y 2015 cabalgó en campeonatos europeos. En 2014 y 2015 participó en la clase KF Junior del Campeonato de Europa CIK-FIA, pero no logró buenos resultados. En 2015, fue segundo detrás de Artem Petrov en la clase KFJ del Vega International Winter Trophy.
En 2015, además de su carrera de karting, Ye hizo su debut en las carreras de fórmula y condujo un doble programa de Fórmula 4 en los campeonatos de Fórmula 4 de Francia e Italia para los equipos de Autosport Academy y RB Racing, respectivamente. En el campeonato francés ganó dos carreras en el Circuito de Navarra y en el Circuito Paul Ricard, pero debido a resultados irregulares en las otras carreras, solo finalizó 12.º en la clasificación final con 73 puntos. En el campeonato italiano solo participó en los últimos cinco fines de semana de carrera, en los que su séptimo lugar en el Autódromo Enzo e Dino Ferrari fue su mejor resultado. Con 10 puntos, terminó en el puesto 21 en el campeonato.
En 2016, Ye compitió nuevamente en ambos campeonatos, pero en el campeonato italiano se cambió al equipo Kfzteile24 Mücke Motorsport. Dominó el campeonato francés con catorce victorias, incluyendo victorias en las cuatro carreras en el fin de semana de carreras en Paul Ricard y el Circuito de Lédenon. Con 420 se convirtió en campeón en esta clase. Se perdió un fin de semana de carrera en el campeonato italiano porque coincidió con un fin de semana en el campeonato francés. Sin embargo, logró dos podios en el Adria International Raceway y terminó décimo en la clasificación con 79 puntos.

### Fórmula Renault
En 2017, cambió a la Eurocopa de Fórmula Renault 2.0, donde corrió para el equipo Josef Kaufmann Racing. Logró tres podios en Nürburgring, Paul Ricard y Spa-Francorchamps y terminó en octavo lugar con 134 puntos. También fue tercero detrás de Max Fewtrell y Daniel Ticktum en el campeonato de novatos. Además, condujo tres fines de semana de carreras de la Fórmula Renault 2.0 NEC, incluido un fin de semana como piloto invitado. Ganó dos carreras en Hockenheimring y terminó 8.º aquí con 104 puntos.
En 2018, siguieron en la Eurocopa en Kaufmann. En el Autodromo Nazionale di Monza logró su primera victoria en la clase y agregó una segunda victoria en Hungaroring. Con 239 puntos, terminó tercero en el campeonato detrás de Fewtrell y Christian Lundgaard. También hizo su debut en la Fórmula 3 en el último fin de semana de carrera del Campeonato Asiático de F3 en el Circuito Internacional de Sepang para el equipo Absolute Racing. Logró dos puestos en el podio y un octavo lugar y terminó en el lugar 11 con 37 puntos en la clasificación final.

### Fórmula 3
En 2019, comenzó la temporada en el campeonato de invierno de la F3 de Asia en Absolute. Ganó una carrera en el Circuito Internacional de Chang y tres carreras más en Sepang y quedó segundo detrás de Rinus van Kalmthout en el campeonato con 155 puntos. Luego hace su debut en el nuevo Campeonato de Fórmula 3 de la FIA con el equipo Hitech Grand Prix. Yifei Sumó cuatro puntos en la última carrera que lo dejaron en el puesto 21 del campeonato, lejos de sus compañeros Jüri Vips y Leonardo Pulcini, quienes lograron victorias.
Al año siguiente, ganó el campeonato de Eurofórmula Open con el equipo Motopark, logrando 11 victorias y 16 podios en 18 carreras.

### Resistencia
En 2021, Yifei pasó a las carreras de resistencia. Compitió en la Asian Le Mans Series con G-Drive Racing, junto a René Binder y Ferdinand von Habsburg. Lograron dos victorias en cuatro carreras, que les valieron la obtención del título. Asimismo, se unió a Team WRT para competir en la European Le Mans Series, donde ganó el título junto a Robert Kubica y Louis Delétraz, con tres victorias en seis carreras. También compitieron en las 24 Horas de Le Mans. Yifei conducía en el primer puesto de la clase LMP2 cuando, en la última vuelta, un fallo de fiabilidad les arrebató la victoria.

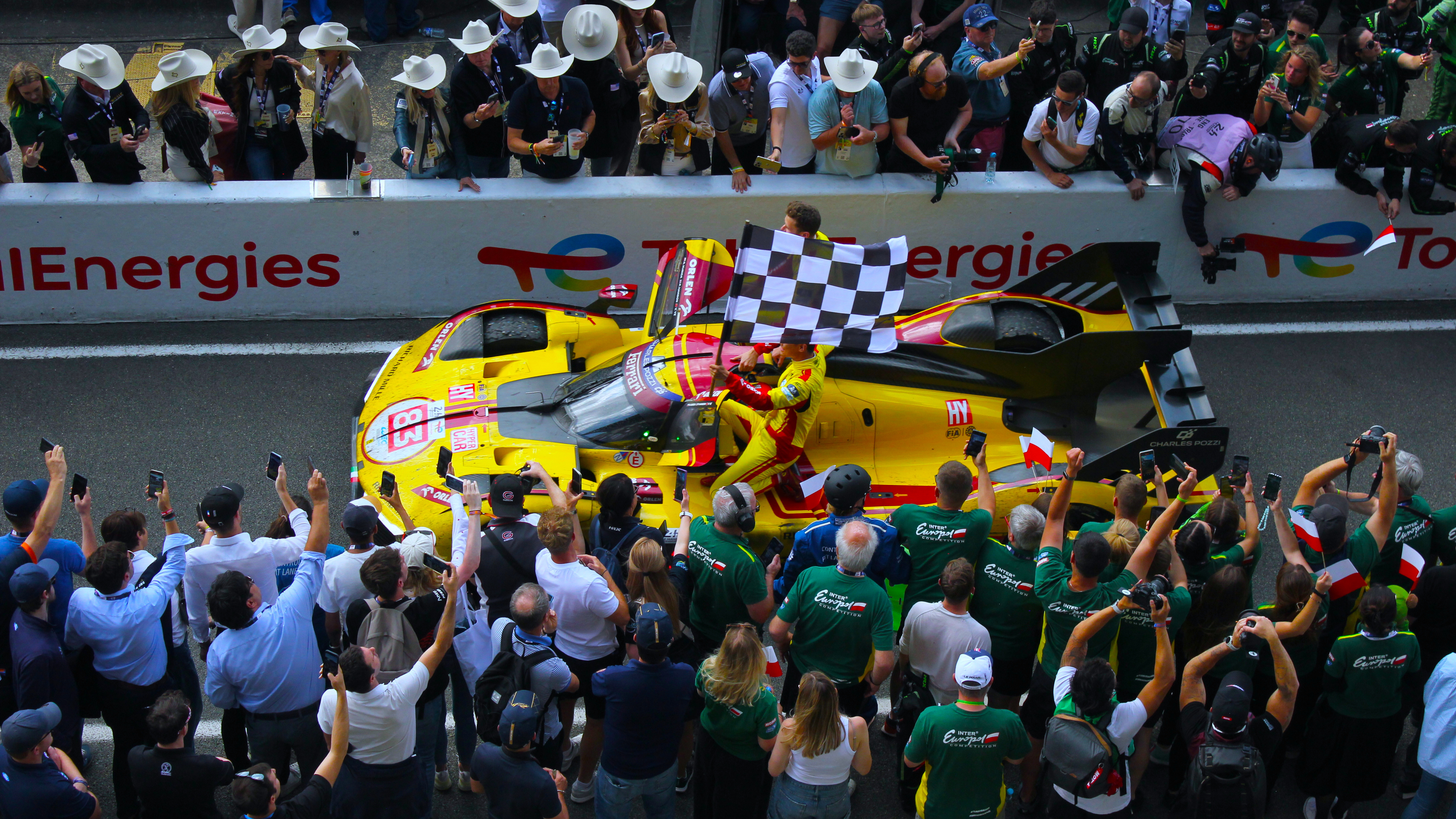
El Ferrari n.º 83 tras ganar las 24 Horas de Le Mans 2025.

Tras un 2022 sin victorias en LMP2, Yifei fue llamado por la escudería Jota para competir con un Porsche 963 privado en la clase mayor del Mundial de Resistencia de la FIA (WEC). Junto a Will Stevens y António Félix da Costa, lograron un cuarto puesto como mejor resultado.
Al año siguiente, se unió a AF Corse para conducir el Ferrari 499P privado n.º 83. Junto a su excompañero Kubica y Robert Shwartzman, ganaron la carrera de COTA por sobre los Toyota y los Ferrari oficiales.
Con Phil Hanson en el lugar de Shwartzman, iniciaron la temporada 2025 con un podio en Catar. En una temporada dominada por Ferrari, el n.º 83 se hizo entre los oficiales para ganar las 24 Horas de Le Mans. Ye Yifei se convirtió de esta manera en el primer piloto chino en ganar dicha carrera.

## Resultados

### Campeonato de Fórmula 3 de la FIA
(Clave) (negrita indica pole position) (cursiva indica vuelta rápida puntuable)

| Año  | Escudería         | 1   | 1   | 2   | 2   | 3   | 3   | 4   | 4   | 5   | 5   | 6   | 6   | 7   | 7   | 8   | 8   | Pos. | Puntos | Ref.  |
| ---- | ----------------- | --- | --- | --- | --- | --- | --- | --- | --- | --- | --- | --- | --- | --- | --- | --- | --- | ---- | ------ | ----- |
| 2019 | Hitech Grand Prix | BAR | BAR | LEC | LEC | SPI | SPI | SIL | SIL | BUD | BUD | SPA | SPA | MNZ | MNZ | SOC | SOC | 21.º | 4      | [ 9 ] |
| 2019 | Hitech Grand Prix | 22  | Ret | 13  | 22  | 20  | Ret | 12  | 11  | 18  | 22  | 15  | 10  | Ret | 19  | 13  | 6   | 21.º | 4      | [ 9 ] |

### 24 Horas de Le Mans
| Año     | Equipo          | Copilotos                           | Automóvil       | Clase    | Vueltas | Pos. | Pos. Clase |
| ------- | --------------- | ----------------------------------- | --------------- | -------- | ------- | ---- | ---------- |
| 2021    | Team WRT        | Louis Delétraz Robert Kubica        | Oreca 07-Gibson | LMP2     | 362     | NC   | NC         |
| 2022    | Cool Racing     | Niklas Krütten Ricky Taylor         | Oreca 07-Gibson | LMP2     | 367     | 11.º | 7.º        |
| 2023    | Hertz Team Jota | António Félix da Costa Will Stevens | Porsche 963     | Hypercar | 244     | 40.º | 13.º       |
| 2024    | AF Corse        | Robert Kubica Robert Shwartzman     | Ferrari 499P    | Hypercar | 248     | DNF  | DNF        |
| 2025    | AF Corse        | Phil Hanson Robert Kubica           | Ferrari 499P    | Hypercar | 387     | 1.º  | 1.º        |
| Fuente: |                 |                                     |                 |          |         |      |            |